# تريفلوبيريدول
تريفلوبيريدول هو مضاد نمطي للذهان تصنيفه الكيميائي هو من مجموعة البيوتروفينون. خواصه العامة شبيهة بخواص الهالوبيريدول، لكنه بصورة عامة أكثر فاعلية ويتسبب بآثار جانبية أكثر خصوصا خلل الحركة المتأخر وتأثيرات خارج السبيل الهرمي. كان يستعمل في علاج أنواع من الذهان مثل الهوس والفصام.
اكتشف في شركة يانسن للأدوية عام 1959.

## التخليق

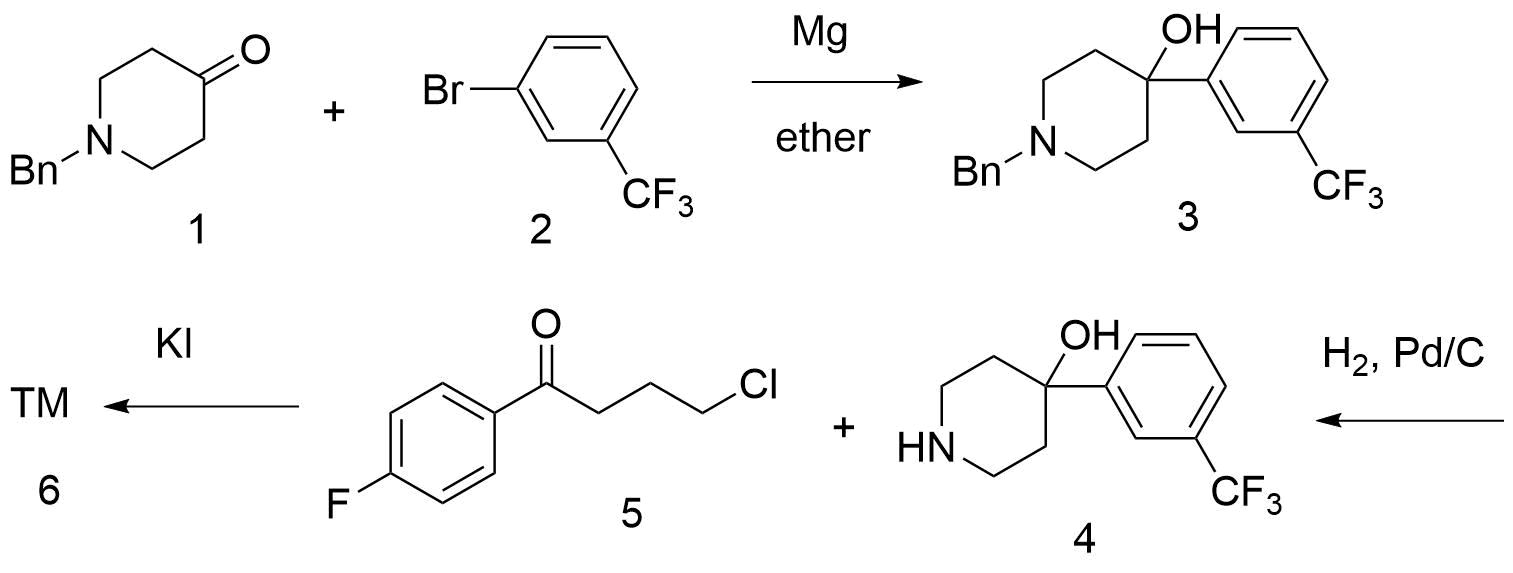
تخليق التريفلوبيريدول:
P. Janssen, J. Adriaan, (1962), (1969).